# William H. Cate

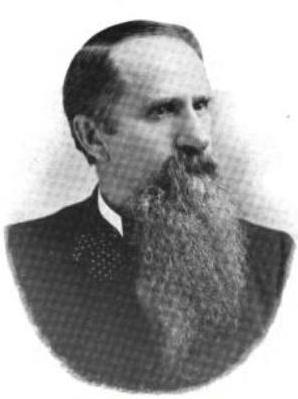
Fotografía del congresista William H. Cate

William Henderson Cate (Murfreesboro, 11 de noviembre de 1839-Toledo, 23 de agosto de 1899) fue un político, abogado y juez estadounidense. Entre 1889 y 1890, ocupó parte de un mandato como representante de Arkansas en la Cámara de Representantes de los Estados Unidos. Fue retirado de su cargo tras una investigación por fraude electoral, pero recuperó el escaño en la elección siguiente, desempeñando un mandato adicional entre 1891 y 1893.

## Primeros años y educación
Cate nació cerca de Murfreesboro, Tennessee, hijo de Noah Cate, un ministro bautista, y de su esposa Margaret M. (Henderson) Cate. Asistió a escuelas comunes, así como a una academia en Abingdon, Virginia. Finalmente se graduó en la Universidad de Tennessee en Knoxville en 1857.
En 1868, se casó con Virginia E. Warner, del Condado de Craighead, y la pareja tuvo un hijo.

## Carrera temprana
Cate trabajó como maestro mientras estudiaba Derecho.

### Guerra Civil
Durante la Guerra de Secesión, sirvió en el Ejército de los Estados Confederados, y alcanzó el rango de capitán.

### Carrera jurídica
Tras mudarse a Jonesboro, Arkansas, en 1865, Cate continuó sus estudios de Derecho y fue admitido en el colegio de abogados del estado. En 1866, comenzó a ejercer como abogado, contando entre sus clientes al St. Louis, Iron Mountain and Southern Railway y al St. Louis, Arkansas and Texas Railroad.

## Carrera política
En 1870, fue elegido como demócrata para la Cámara de Representantes de Arkansas, representando al primer distrito, que incluía los condados de Craighead, Cross, Jackson, Mississippi y Poinsett. Cate asumió su cargo en la 18.ª Asamblea General de Arkansas el 2 de enero de 1871 y representó al primer distrito junto con Charles Minor, L. D. Rozell y J. A. Meek. Cate fue reelegido para la 19.ª Asamblea General de Arkansas, representando al mismo distrito junto a Roderick Joiner, Hiram McVeigh y F. W. Lynn. Durante su tiempo en la Cámara de Representantes de Arkansas, Cate formó parte de los comités de Agricultura y de Ciudades y Corporaciones.
Fue elegido fiscal del Segundo Circuito Judicial el 14 de octubre de 1878. Tras la muerte del juez del circuito James Frierson, Cate fue nombrado juez del circuito por el gobernador de Arkansas, James H. Berry, el 17 de marzo de 1884 para completar el resto del mandato. El juez Cate fue elegido para un mandato completo en el cargo el 1 de septiembre de 1884. En 1887, organizó el Banco de Jonesboro. También fue miembro del Consejo de Visitantes de la Universidad de Arkansas en Fayetteville.

### Congreso
En 1888, Cate se postuló como demócrata para un escaño en el Congreso de los Estados Unidos contra Lewis Featherstone, candidato del Partido Laborista de la Unión. Cate ganó las elecciones por un margen ligeramente inferior a 1.000 votos.
Posteriormente, Cate presentó sus credenciales como miembro electo demócrata del Quincuagésimo Primer Congreso, donde sirvió desde el 4 de marzo de 1889 hasta el 5 de marzo de 1890.

### Impugnación electoral
Cate fue destituido de su escaño tras una investigación de la Cámara de Representantes. Featherstone había impugnado la elección después de haber sido propuesto como candidato para oponerse a Cate por The Agricultural Wheel. En un acuerdo entre The Wheel y el Partido Republicano, los republicanos, que controlaban el Congreso, acordaron apoyar a Featherstone contra Cate. A cambio, The Wheel acordó respaldar a John M. Clayton contra Clifton R. Breckinridge. El Comité de Elecciones de la Cámara falló a favor de Featherstone, determinando que había ganado por 86 votos.
Cate fue designado como juez del Segundo Circuito tras la renuncia de J. E. Riddick el 30 de octubre de 1890, completando el resto del mandato.